# 大映テレビ
大映テレビ株式会社（だいえいテレビ）は、東京都港区麻布台に本社を置く、主にテレビドラマの制作を請け負う日本の会社である。

## 歴史
前身は、大映株式会社のテレビ映画制作セクションとして、1958年10月に発足した大映テレビ製作室（大映テレビ室）。1971年に、大映の倒産直前に分社化され、大映が全額出資する完全子会社の大映テレビ株式会社として設立された。その後、大映の映画資産は、徳間書店グループ傘下の新会社を経て角川書店に譲渡、現在KADOKAWAが所有しているが、同社とは資本的な関係はなくなっている。しかし、映画監督の増村保造や俳優の宇津井健など旧大映に所属していた人物が大映テレビ作品に関わるなど、人脈的には一定の流れは汲んでいる。
1965年から1971年にかけて、TBSの看板番組として高視聴率をマークした『ザ・ガードマン』で名実ともに力を付けた。その後の1970年代には、岡崎友紀主演の『おくさまは18歳』『なんたって18歳!』からなるシリーズ、山口百恵主演の『赤いシリーズ』、坂上二郎主演の『夜明けの刑事』『明日の刑事』からなる『日の出署シリーズ』を制作して話題を集めた。
1980年代にはTBSでは、松崎しげると国広富之の2人が主演した『噂の刑事トミーとマツ』、火曜20時台の『スチュワーデス物語』『不良少女とよばれて』、土曜21時台の『スクール☆ウォーズ』『ポニーテールはふり向かない』などでヒットを飛ばした。同じく、フジテレビでも、1980年代には水曜20時台には『ヤヌスの鏡』『花嫁衣裳は誰が着る』などの10作品と、月曜19時30分～20時の枠で『スワンの涙』『明日に向かって走れ!』『テニス少女夢伝説』のアイドルが主演するドラマを制作し、最盛期を迎えた。
2000年代に入ってから、バラエティ番組やドキュメンタリー番組なども制作することがある一方、昼ドラや2時間ドラマなどを制作の中心にしていたが、2010年代の放送枠の縮小で、現在は1クールの連続ドラマ制作が中心である。
分社後の大映も徳間書店傘下で再建され「徳間大映」と俗称された新法人が、2002年に角川書店に売却されるまで、2時間ドラマなどの制作を請け負っていた。また、2013年には大映東京撮影所の系譜を引く角川書店が新設分割によりプロダクション機能を有する角川大映スタジオを設立した（2022年付でプロダクション機能を親会社KADOKAWAに移管）。その結果、徳間時代の「大映」制作や、その系譜を引く「角川大映スタジオ」「KADOKAWA」制作と「大映テレビ」制作のテレビドラマが現在も混在しているほか、大映（新法人）や角川大映スタジオ・KADOKAWAが制作したドラマでも、下記の「大映ドラマ」の作風に類似したものがある。

## 役員
- 代表取締役社長 ： 渡邉良介
- 取締役：三上麻由美、熊谷理恵、八木亜未
- 取締役相談役 ： 安倍道典[2]
- 顧問：近藤一男、野木小四郎、野添和子

## 大映ドラマ
特に1980年代に大映テレビが制作した実写ドラマは、当初から同業他社のプロダクションが制作する作品に比べて、以下のような特徴が際立っている。
1. 主人公が運命の悪戯に翻弄されながら幸運を手に入れるといういわゆる「シンデレラ・ストーリー」。
2. 衝撃的で急速な起伏を繰り返したり、荒唐無稽な展開。
3. 「この物語は…」の台詞でオープニングに挿入され、ストーリーの最中では一見冷静な体裁をとりつつ、時に状況をややこしくするナレーション。
4. 出生の秘密を持つキャラクターの存在。
5. 感情表現が強烈で、大げさな台詞。物音を誇張する。

これらの独特な演出から、他の制作会社のドラマと区別する意味で「大映ドラマ」と呼ばれていた。
大映ドラマには原作を持つ作品も多いが、いずれも原作をとどめない程改変されている。『不良少女とよばれて』の原作者である原笙子はドラマの内容を知って愕然とし、本編をまともに見ることが出来なかったというエピソードが残っている。
ドラマのキャラクターも、少女あるいは青年女性を主人公にした作品が多かったり（例外：『スクール☆ウォーズ』）、当初は不良で荒廃していたが、生来の力強さで成功・成長するキャラクターが特徴的である。同じ時期の他の作品では、『おしん』や『小公女セーラ』に近い作風になっている。
1980年代の「大映ドラマ」は、TBSとフジテレビの2局で大多数が放映され、芥川隆行がほとんどのTBS系大映ドラマのナレーター、来宮良子がほとんどのフジテレビ系大映ドラマのナレーターを務めた。当初はTBS火曜20時台のみが大映ドラマの枠であったが、最盛期の1984年になると、TBS火曜20時台、TBS土曜21時台、フジテレビ水曜20時台の、計3つが大映ドラマの枠になった。これら全盛期の作品（特に『スクール☆ウォーズ』と『スチュワーデス物語』の2作品）は後年の名場面集やパロディなどで取り上げられることが多く、現在でも根強い人気を保っている。
しかし、1980年代末期になると、バブル景気とともにトレンディドラマが全盛期となったことで、過剰な演出の大映ドラマは時代にそぐわなくなり全盛期のような高視聴率を得られなくなる。そのため、独特な演出を抑えたコメディタッチのドラマ（『デパート!夏物語』等）が主に制作された。
1990年代以降は『ストーカー・誘う女』『略奪愛・アブない女』『聞かせてよ愛の言葉を』等で過去の大映ドラマを思わせる演出やナレーションを導入した作品が散発的に製作されており、2020年には『テセウスの船』が、かつての大映ドラマを彷彿させる作品として、評論家の脚光を浴びることになった。
2000年代以降、韓国ドラマが日本でも放送されるようになると、大映ドラマを長年独自に研究してきた竹内義和のように「大映ドラマが韓流ドラマの原点」と評論する人も出てきている。また、鈴木おさむ脚本作品のように、他の会社でも大映ドラマの演出をオマージュした作品も制作されている。
2020年以降は『テセウスの船』『TOKYO MER〜走る緊急救命室〜』といったTBS『日曜劇場』のドラマを制作している。
キャスト陣は宇津井健、石立鉄男らが常連主役級で、中条静夫や倉石功ら『ザ・ガードマン』のレギュラー出演者らも大映テレビ制作ドラマの常連であった。1980年代以降は男性では国広富之、松村雄基、鶴見辰吾が、女性では市毛良枝、いとうまい子、伊藤かずえ、堀ちえみ、杉浦幸が常連俳優として主演していた。脇役は、男性では名古屋章、下川辰平、高橋昌也、松村達雄、坂上二郎、梅宮辰夫、前田吟が、女性では赤木春恵、梶芽衣子、松尾嘉代、松原智恵子、岡田奈々、岡まゆみ、初井言榮が常連だった。
音楽は菊池俊輔が大映テレビ作品の劇伴を多く手掛けていた。主題歌も、1980年代には洋楽の日本語カバー曲が大半を占めており、麻倉未稀がTBS系大映ドラマの主題歌の歌い手、椎名恵がフジテレビ系大映ドラマの歌い手になった作品が多かった（なおTBS系『おんな風林火山』の主題歌は椎名恵である）。
1980年代のオープニングまたはエンディングの出演者テロップは、TBSが丸ゴシック体、フジテレビが角ゴシック体となっていた。
1990年、TBS『スクール・ウォーズ2』まで多くのフィルム撮影を制作していた（その年の4月開始の『トップスチュワーデス物語』はビデオ撮影だった）。フジテレビ分はフィルム（『ヤヌスの鏡』など）とビデオ（『プロゴルファー祈子』など）の制作が混在していた。1991年7月開始のTBS『デパート!夏物語』からすべてビデオ制作に移行した。

### 大映ドラマに対する批評
作家の小林信彦は、第二次世界大戦前には時代劇を売り物にしていた映画会社・大映が、第二次世界大戦の結果、GHQ占領下の日本では時代劇が禁止された影響で、時代劇スターが現代劇を演じざるを得なくなった為、その大げさな芝居の時代劇の乗りによる現代劇に大映ドラマのルーツを求めている。又、大映では、生みの母と育ての母と娘との関係を描く「母物映画」と呼ばれる映画を31本制作しており、出生の秘密を持つキャラクターの多さもここにあるという。なお、出生の秘密を作品要素に取り込んだ演出は本作以前の赤いシリーズや2時間ドラマ作品（『家政婦は見た!』『赤い霊柩車』など）でも見られる。
他方で、1980年代の大映ドラマを野添和子とともに制作していた春日千春は、発想の原点を幼少時に親しんだ講談本や紙芝居であるとして、特徴的なナレーションは紙芝居の口上に当たるものと語っており、大げさな台詞とともに（放映時間が夕食の後片付けの時間帯と重なるという理由から）テレビ画面から目を離しても、音声だけでドラマの展開が分かるようにとの配慮したとの解説もある。

## 所属スタッフ
※大映テレビ公式サイトに基づく
プロデューサー
- 塙太志
- 熊谷理恵(取締役)
- 八木亜未(取締役)
- 平池拓一
- 野村知正
- 都築歩
- 北川俊樹
- 長坂淳子
- 佐野奈緒子
- 木村康信
- 渡辺良介(代表取締役社長)

## これまでの作品

### 1960年代
- 少年ジェット（中島裕史、土屋健）
- 海底人8823（はやぶさ）（井上信彦、斉藤清末）
- 拳銃男爵（野口啓二）
- 夕日と拳銃（工藤堅太郎）
- 海の非常線
- 人間の條件（加藤剛、藤由紀子、根上淳）
- 図々しい奴（丸井太郎、杉浦直樹）
- 東京警備指令 ザ・ガードマン（宇津井健、神山繁、藤巻潤、川津祐介、倉石功、稲葉義男、中条静夫）
- 土曜日の虎（成田三樹夫、江波杏子、工藤堅太郎）
- 秘密指令883（はやみ）（川口浩、本郷功次郎、新克利）
- 夜の主役（天知茂、佐藤慶、藤岡琢也、北林早苗）

### 1970年代
- 恋人はLサイズ（中山千夏、関口宏）
- おくさまは18歳（岡崎友紀、石立鉄男、冨士眞奈美、寺尾聰、森川信、うつみみどり）
- 美人はいかが?（奈良富士子、寺尾聰）
- シークレット部隊（宇津井健、津川雅彦、藤巻潤、目黒祐樹、大門正明、川口厚、三浦友和、中条静夫、北村和夫、倉石功）
- なんたって18歳!（岡崎友紀、浜田光夫、松坂慶子、十勝花子、春川ますみ、藤村有弘、田崎潤）
- 24時間の男（緒形拳、長門勇、山村聡、大原麗子）
- 燃える兄弟（宇津井健、若林豪、河原崎次郎）
- 北信濃絶唱（島かおり、大林隆介、長澄修、藤田佳子）
- ママはライバル（岡崎友紀、純アリス、高橋悦史、冨士眞奈美）
- まごころ（竹脇無我、進藤英太郎、冨士眞奈美、大原麗子、西郷輝彦）
- 新諸国物語 笛吹童子（岡村清太郎、瞳順子、内田喜郎、神太郎）
- 狼・無頼控（村野武憲、田村亮、なべおさみ、渥美マリ、長門勇、山村聡）
- アイちゃんが行く!（坂口良子、本郷直樹、吉田次昭、鈴木ヒロミツ）
- GO!GOスカイヤー（沖雅也、佐々木剛、坂口良子、神山繁）
- ラブラブライバル（岡崎友紀、時本和也、内田喜郎、冨士眞奈美）
- トリプル捜査線（大和田伸也、ビーバー）
- 顔で笑って（宇津井健、フランキー堺、倍賞美津子）
- ニセモノご両親（岡崎友紀、浜田光夫、牧伸二、冨士眞奈美）
- 事件狩り（石立鉄男、石橋正次、鈴木ヒロミツ、森田日記、中条静夫）
- 白い牙（藤岡弘、川津祐介、藤巻潤、ジェリー藤尾）
- 赤いシリーズ
  - 赤い迷路（宇津井健、松田優作、山口百恵、中野良子）
  - 赤い疑惑（宇津井健、岸恵子、山口百恵、三浦友和）
  - 赤い運命（宇津井健、山口百恵、秋野暢子、三國連太郎）
  - 赤い衝撃（山口百恵、三浦友和、中条静夫、草笛光子）
  - 赤い激流（宇津井健、水谷豊、竹下景子、松尾嘉代、前田吟、石立鉄男、緒形拳）
  - 赤い絆（山口百恵、国広富之、石立鉄男、岡まゆみ、井川比佐志、高橋昌也、左幸子）
  - 赤い激突（宇津井健、国広富之、坂口良子、石立鉄男、前田吟、赤木春恵、松尾嘉代）
  - 赤い嵐（柴田恭兵、淡島千景、石立鉄男、能瀬慶子、宇津井健、緒形拳）
  - 赤い魂（杉浦直樹、浜田朱里、石立鉄男、司葉子）
  - 赤い死線（山口百恵、三浦友和、三國連太郎、宇津井健、石立鉄男）
- 幸福ゆき（坂口良子、佐藤佑介）
- TOKYO DETECTIVE 二人の事件簿（篠田三郎、高岡健二、土田早苗、高橋悦史、植木等）
- 怪人二十面相（南條豊、川崎麻世、藤岡重慶、内田勝正）
- 夜明けの刑事（坂上二郎、石立鉄男、石橋正次、水谷豊、山本伸吾、鈴木ヒロミツ、藤木敬士、佐藤允、長山藍子）
- 新・二人の事件簿 暁に駆ける（篠田三郎、高岡健二、土田早苗、高橋悦史、植木等）
- 新・夜明けの刑事（坂上二郎、梅宮辰夫、石橋正次、鈴木ヒロミツ、山本伸吾、藤木敬士）
- 明日の刑事（坂上二郎、梅宮辰夫、田中健、鈴木ヒロミツ、谷隼人、志穂美悦子、橋本功、東竜也、田島真吾、南条弘二）
- 人はそれをスキャンダルという（山口百恵、永島敏行、船越英二）
- 薔薇海峡（宇津井健、斎藤友子、神田正輝、志村喬）
- 小さくとも命の母は（以下の作品はフジテレビ、ライオン奥様劇場・市毛良枝、初井言榮）
- 私は泣かない（市毛良枝、初井言榮）
- 私は負けない（市毛良枝、初井言榮）
- 私は逃げない（市毛良枝、初井言榮）
- 私は翔ばない（市毛良枝、初井言榮）

### 1980年代
- 噂の刑事トミーとマツ（国広富之、松崎しげる、林隆三、石立鉄男、志穂美悦子、石井めぐみ、井川比佐志、清水章吾、成川哲夫、神山卓三、井上知行）
- 青い絶唱（柴田恭兵、榊原郁恵、泉ピン子、井川比佐志、渡部絵美、中島久之、小沢栄太郎、赤木春恵、山本学）
- 秘密のデカちゃん（石立鉄男、大場久美子、名古屋章、秋野太作、宅麻伸、岡本達哉、谷幹一、峰岸徹、岡まゆみ、比企理恵、由紀さおり）
- 十津川警部シリーズ（TBS・若林豪、坂上二郎）
- わたしは翔ばない（市毛良枝、初井言榮）
- 私は後妻よ（市毛良枝）
- 私は後妻よⅡ（市毛良枝）
- 喜劇 女の天下（市毛良枝、初井言榮）
- 喜劇 女の戦争（市毛良枝、初井言榮）
- 家族だから（市毛良枝）
- ひまわりの歌（宇津井健、中村雅俊、林紀子、中原理恵、伴淳三郎）
- 六月の危険な花嫁（夏目雅子、岩城滉一、西川峰子、鈴木ヒロミツ、石立鉄男）
- 過去のない女たち（池上季実子、北詰友樹、名古屋章、長門裕之）
- だんなさまは18歳（竹本孝之、石井めぐみ）
- 婦警さんは魔女（榊原郁恵、国広富之、松崎しげる、岡まゆみ、中島久之、名古屋章、小山明子）
- スチュワーデス物語（堀ちえみ、風間杜夫、石立鉄男、片平なぎさ、春やすこ、秋野暢子、山咲千里、白石まるみ、高樹澪、吉行和子、前田吟、長門裕之、南田洋子、河原崎長一郎、朝丘雪路、田山涼成、金田賢一、井上純一、奈美悦子）
- 高校聖夫婦（伊藤麻衣子、鶴見辰吾、岡まゆみ、五十嵐めぐみ、山田邦子、比企理恵、伊藤かずえ、名古屋章）
- 少女が大人になる時 その細き道（金田賢一、伊藤麻衣子、利重剛、松村雄基、伊藤かずえ）
- 不良少女とよばれて（伊藤麻衣子、国広富之、伊藤かずえ、松村雄基、岡田奈々、山田邦子、比企理恵、小林哲子、山本學）
- スクール☆ウォーズ 〜泣き虫先生の7年戦争〜（山下真司、岡田奈々、小沢仁志、宮田恭男、松村雄基、伊藤かずえ、鶴見辰吾、三浦浩一、大石吾朗、佐原健二、岩崎良美、間下このみ、倉石功、下川辰平、名古屋章、和田アキ子、坂上二郎、梅宮辰夫）
- 青い瞳の聖ライフ（フローレンス芳賀、宮川一朗太、大沢逸美）
- 少女に何が起ったか（小泉今日子、辰巳琢郎、賀来千香子、高木美保、柳沢慎吾、岸田今日子、辺見マリ、松村達雄、石立鉄男、宇津井健）
- ぼくたちの疾走（大沢逸美、宮川一朗太、木内みどり、鈴木ヒロミツ）
- 乳姉妹（伊藤かずえ、渡辺桂子、鶴見辰吾、松村雄基、岡田奈々、小沢仁志、森恵、岩本多代、井川比佐志、小林哲子、石井めぐみ、大石吾朗、名古屋章、高橋昌也）
- スタア誕生（堀ちえみ、若林豪、風見慎吾、国広富之、賀来千香子、比企理恵、嶋大輔、梶芽衣子、中村晃子、下川辰平、丘さとみ、坂上二郎、梅宮辰夫）
- ヤヌスの鏡（杉浦幸、山下真司、風見慎吾、河合その子、大沢逸美、宮川一朗太、賀来千香子、竹内力、長山洋子、中村晃子、前田吟、小林哲子、大石吾朗、蟹江敬三、吉行和子、中条静夫、高橋悦史、初井言榮）
- ポニーテールはふり向かない（伊藤かずえ、鶴見辰吾、松村雄基、野々村誠、坂上忍、高橋かおり、梶芽衣子、フランキー堺、岡田奈々、石井めぐみ、比企理恵、高橋昌也、下川辰平、片平なぎさ、国広富之、松崎しげる）
- 花嫁衣裳は誰が着る（堀ちえみ、伊藤かずえ、松村雄基、岡野進一郎、梶芽衣子、岡田奈々、谷隼人、神山繁、名古屋章、初井言榮、甲斐智枝美、松居直美、原知佐子、織本順吉、長山洋子、湯江健幸、黒田アーサー、高橋昌也）
- おんな風林火山（鈴木保奈美、石立鉄男、松村雄基、伊藤かずえ、林寛子、比企理恵、隆大介、梶芽衣子）
- このこ誰の子?（杉浦幸、岡本健一、保阪尚輝、相築彰子、長山洋子、竹内力、前田吟、高林由紀子、新克利、徳丸純子、船越栄一郎、中田喜子、梶芽衣子、梅宮辰夫）
- 天使のアッパーカット（大塚真美、奥田圭子、伊藤つかさ、山下真司、賀来千香子、寺田農、宝生あやこ、三浦友和）
- アリエスの乙女たち（南野陽子、松村雄基、佐倉しおり、石橋保、相楽ハル子、野川由美子、梶芽衣子、若林豪、宅麻伸、大場久美子、初井言榮、中尾彬）
- 遊びじゃないのよ、この恋は（井森美幸、井上純一、高樹澪、三浦洋一、香坂みゆき、水沢アキ、萩原流行、船越栄一郎、羽賀健二、桜金造、井川比佐志、石立鉄男、宇津井健）
- プロゴルファー祈子（安永亜衣、風見慎吾、沢向要士、土家里織、松居直美、大沢逸美、音無美紀子、岡本富士太、岩本多代、久我美子、中条静夫、長門裕之、織田裕二）
- 愛と復讐の海（TBS・ドラマ23、浅野ゆう子、京本政樹、藤堂新二）
- 愛と憎しみの河（TBS・ドラマ23、黒木瞳、宅麻伸、岡本舞、石田純一）
- ザ・スクールコップ（三浦洋一、伊藤かずえ、仁藤優子、岡田奈々、伊藤麻衣子、松村雄基）
- 疑惑の家族（風間杜夫、富田靖子、井森美幸、藤真利子、京本政樹、伊武雅刀）
- こまらせないで!（荻野目洋子、渡辺徹、天宮良、島崎和歌子）
- 青春オーロラ・スピン スワンの涙（宮沢りえ、武田久美子、村井国夫、柏木由紀子、五十嵐めぐみ、寺泉憲、越智静香、和久井映見、桜井幸子、竹内力）

### 1990年代
- なまいきスチュワーデス物語（山口美江、鈴木保奈美、山瀬まみ、地井武男、中条きよし）
- トップスチュワーデス物語（山田邦子、井森美幸、田中美奈子、有森也実、田中陽子、石田ひかり、秋本奈緒美、とよた真帆、唐沢寿明、松村雄基）
- 明日に向かって走れ!（松村雄基、森尾由美、小川範子、城島茂、小島聖、阿藤海）
- テニス少女夢伝説!愛と響子（渡辺美奈代、万里洋子、石原良純、谷隼人、赤座美代子、浅利香津代）
- スクール・ウォーズ2（山下真司、岡田奈々、松村雄基、倉石功、石橋正次、伊藤麻衣子、咲輝、湯江健幸、西村和彦、宮下直紀、石坂誠隆、保坂尚輝、安永亜衣、川越美和、島崎和歌子、しのざき美知、仲さやか、大石吾朗、名古屋章、和田アキ子、梅宮辰夫）
- 泣きっ面に姑
- 赤い殺意（片山由香、沢向要士、寺泉憲）
- デパート!夏物語（髙嶋政宏、西田ひかる、小林稔侍）
- デパート!秋物語（高嶋政宏、西田ひかる、小林稔侍）
- 夏!デパート物語（山口達也、西田ひかる、小林稔侍）
- スチュワーデスの恋人（宅麻伸、戸田菜穂、宮崎ますみ、喜多嶋舞、井上晴美、五十嵐めぐみ、森尾由美、内藤剛志）
- 赤い迷宮（森下桂、倉田てつを、八木小織、坂上二郎、梅宮辰夫）
- カミング・ホーム（常盤貴子、櫻井淳子、国広富之、岡田奈々、丹波哲郎）
- いつの日かその胸に（鮎ゆうき、松村雄基、京本政樹）
- ストーカー・誘う女（陣内孝則、麻生祐未、雛形あきこ）
- 略奪愛・アブない女（赤井英和、稲森いずみ、鈴木紗理奈）
- 仮面の女（石田純一、雛形あきこ）
- 家政婦は見た!シリーズ（テレビ朝日・市原悦子）
- 山村美紗サスペンス 赤い霊柩車シリーズ（フジテレビ・片平なぎさ、神田正輝、若林豪、山村紅葉、大村崑）
- 小京都ミステリーシリーズ（日本テレビ・片平なぎさ、船越英一郎）
- 温泉若おかみの殺人推理シリーズ（テレビ朝日・東ちづる、岡田茉莉子）

### 2000年代
- ラーメン刑事「龍」の殺人推理シリーズ（ABC・神田正輝）
- ナミダメ（テレビ東京・Gパラダイス・バラエティ番組）
- 火災調査官・紅蓮次郎シリーズ（テレビ朝日・船越英一郎）
- 聞かせてよ愛の言葉を（TBS・愛の劇場、伊藤かずえ、松村雄基、石橋保、新藤恵美）
- ママはニューハーフ（テレビ東京・Lドラ、金子昇）

### 2010年代
- ステップファザー・ステップ（TBS・パナソニック ドラマシアター、上川隆也、渋谷龍生、渋谷樹生、小西真奈美）
- チキンレース（WOWOW・ドラマW、寺尾聰、岡田将生、有村架純）
- エンドレスアフェア～終わりなき情事～（LaLa TV、戸次重幸、小島聖、酒井若菜、渡辺いっけい）
- 下剋上受験（TBS・金曜ドラマ、阿部サダヲ、深田恭子、山田美紅羽、要潤、小林薫）
- 銀と金（テレビ東京・土曜ドラマ24、池松壮亮、リリー・フランキー、マキタスポーツ、臼田あさ美、村上淳）
- ソースさんの恋（NHK BSプレミアム・29分ドラマ）
- 屋根裏の恋人（東海テレビ・オトナの土ドラ）
- わたし旦那をシェアしてた（読売テレビ・木曜ドラマ、小池栄子、りょう、岡本玲）
- 決してマネしないでください。（NHK・よるドラ、小瀧望、馬場ふみか）
- 悪魔の弁護人・御子柴礼司 〜贖罪の奏鳴曲〜（東海テレビ・オトナの土ドラ）

### 2020年代
- 来世ではちゃんとします（テレビ東京・ドラマパラビ、内田理央）
- テセウスの船（TBS・日曜劇場、竹内涼真、榮倉奈々、上野樹里、鈴木亮平）
- 働かざる者たち（テレビ東京・ドラマパラビ、濱田岳）
- 歴史迷宮からの脱出〜リアル脱出ゲーム×テレビ東京〜（テレビ東京・ドラマ25、福本莉子）
- 30歳まで童貞だと魔法使いになれるらしい（テレビ東京・木ドラ25、赤楚衛二、町田啓太）
- TOKYO MER〜走る緊急救命室〜（TBS・日曜劇場、鈴木亮平、賀来賢人、中条あやみ、菜々緒、石田ゆり子）〈制作協力〉
- ライオンのおやつ（NHK・プレミアムドラマ、土村芳）
- カラフラブル〜ジェンダーレス男子に愛されています。〜（読売テレビ・モクドラF、吉川愛、板垣李光人）
- ミステリと言う勿れ（フジテレビ・月9、菅田将暉）〈制作協力〉
- Sister（読売テレビ・木曜ドラマ、山本舞香、瀧本美織）
- けむたい姉とずるい妹（テレビ東京・ドラマプレミア23、栗山千明）
- 僕たちの校内放送（フジテレビ・火曜ACTION!、木戸大聖）〈制作協力〉
- イップス（フジテレビ・金9、篠原涼子、バカリズム）〈制作協力〉
- くるり〜誰が私と恋をした?〜（TBS・火曜ドラマ、生見愛瑠）
- 好きなオトコと別れたい（テレビ東京・ドラマNEXT、堀田茜）

## 主題歌全集
2001年4月4日より、1980年代の大映ドラマの主題歌を網羅した「大映テレビ主題歌コレクション　TBS編」「大映テレビ主題歌コレクション　フジテレビ編」が、キングレコードより発売されている。これらの主題歌全集はフルヴァージョンであり、オープニングナレーションの入ったテレビヴァージョンではない。
なお大映テレビは数多くの作品を量産してきたにもかかわらず、それらの作品の劇中BGMを集めたサントラ集は、2019年現在、原則としてリリースしていない（唯一の例外である『GLAY SONG BOOK 〜TBS系金曜ドラマ「略奪愛・アブない女」オリジナル・サウンドトラック』はGLAYとのコラボレーションである）。